# Torre Werfen
La Torre Werfen (també anomenada Torre Zenit o Torre Banif) és un gratacel de l'Hospitalet de Llobregat (Barcelonès). Fou completada el 2009 i té 25 pisos i una alçada de 107 m. Està situada a la Plaça d'Europa nº21.